# Dactylocythere megadactylus
Dactylocythere megadactylus är en kräftdjursart som beskrevs av D. G. Hart och C. W. Hart 1973. Dactylocythere megadactylus ingår i släktet Dactylocythere och familjen Entocytheridae. Inga underarter finns listade i Catalogue of Life.